# Dioxypterus nigrotransversus
Dioxypterus nigrotransversus là một loài bọ cánh cứng trong họ Elateridae. Loài này được Fairmaire miêu tả khoa học năm 1881.